# América Futebol Clube (PE)
L'América Futebol Clube és un club de futbol brasiler de la ciutat de Paulista a l'estat de Pernambuco.

## Història
El club fou fundat el 12 d'abril de 1914. A la primera meitat del Segle XX guanyà sis campionats estatals els anys 1918, 1919, 1921, 1922, 1927, i 1944.

## Estadi
L'América Futebol Clube juga a l'Estadi Ademir Cunha amb capacitat per a 7.000 espectadors.

## Palmarès
- Campionat pernambucano:
  - 1918, 1919, 1921, 1922, 1927, 1944